# Agenci T.A.R.C.Z.Y. (sezon 1)
Pierwszy sezon amerykańskiego serialu Agenci T.A.R.C.Z.Y. opowiada historię agenta Phila Coulsona, który tworzy małą grupę agentów T.A.R.C.Z.Y. Ich celem jest zajęcie się nietypowymi misjami. Jednym z zadań jest projekt „Stonoga”, za którym stoi tajemniczy lider, „Jasnowidz”. Odkrywają, że za projektem stoi Hydra, która przeniknęła w głąb T.A.R.C.Z.Y. Coulson wraz z zespołem poszukuje również odpowiedzi na pytanie w jaki sposób został przywrócony do życia po wydarzeniach w filmie Avengers.
Pierwszy sezon dzieli ciągłość wydarzeń z filmami Thor: Mroczny świat i Kapitan Ameryka: Zimowy żołnierz.
Twórcami serialu są Jed Whedon, Maurissa Tancharoen i Jeffrey Bell. W głównych rolach wystąpili: Clark Gregg, Ming-Na Wen, Brett Dalton, Chloe Bennet, Iain De Caestecker i Elizabeth Henstridge.
Emisja sezonu, składającego się z 22 odcinków, rozpoczęła się na antenie ABC 24 września 2013 roku. W Polsce serial został wyemitowany na kanałach Fox Polska i TVP1.
8 maja 2014 roku, stacja ABC zamówiła drugi sezon serialu.

## Obsada
| - Clark Gregg jako Phil Coulson - Ming-Na Wen jako Melinda May - Brett Dalton jako Grant Ward - Chloe Bennet jako Skye - Iain De Caestecker jako Leopold „Leo” Fitz - Elizabeth Henstridge jako Jemma Simmons - J. August Richards jako Mike Peterson / Deathlok - David Conrad jako Ian Quinn - Ruth Negga jako Raina - Saffron Burrows jako Victoria Hand - B.J. Britt jako Antoine Triplett - Bill Paxton jako John Garrett / Jasnowidz | Przedstawieni w filmach - Cobie Smulders jako Maria Hill - Samuel L. Jackson jako Nick Fury - Maximiliano Hernández jako Jasper Sitwell - Jaimie Alexander jako Sif Przedstawieni w Marvel One-Shots - Titus Welliver jako Felix Blake Przedstawieni w sezonie pierwszym - Peter MacNicol jako Elliot Randolph - Alex Neustaedter jako Christian Ward - Micah Nelson jako Thomas Ward - Maximilian Osinski jako Davis - Imelda Corcoran jako Goodman - Christine Adams jako Anne Weaver - Dylan Minnette jako Donnie Gill - Patton Oswalt jako Eric Koenig / Billy Koenig - Adrian Pasdar jako Glenn Talbot |

Twórca wielu postaci Marvel Comics, Stan Lee, pojawił się gościnnie w odcinku Tory jako pasażer w pociągu.

## Emisja i wydanie
Emisja sezonu, składającego się z 22 odcinków, na antenie ABC trwała od 24 września 2013 do 13 maja 2014 roku. W Polsce serial został wyemitowany na kanale Fox Polska od 28 stycznia do 17 czerwca 2014 roku. TVP1 rozpoczęła emisję sezonu 3 marca 2015 roku.
Od 20 listopada 2014 roku sezon pierwszy dostępny jest również w Stanach Zjednoczonych w serwisie Netflix.
Pierwszy sezon został wydany w Stanach Zjednoczonych na DVD i Blu-ray 9 września 2014 roku, gdzie został dołączony do niego dokument Marvel Studios: Assembling a Universe.

### Odcinki
| № | Nr | Tytuł                                                     | Reżyseria       | Scenariusz                                  | Premiera (ABC)       | Premiera w Polsce (Fox Polska) |
| --- | -- | --------------------------------------------------------- | --------------- | ------------------------------------------- | -------------------- | ------------------------------ |
| 1 | 1  | Pierwsze zadanie Pilot                                    | Joss Whedon     | Joss Whedon Jed Whedon Maurissa Tancharoen  | 24 września 2013     | 28 stycznia 2014               |
| Po bitwie o Nowy Jork, agent Phil Coulson, który przeżył pozorną śmierć przed bitwą, zbiera zespół agentów w celu prowadzenia dochodzeń nad superludźmi i związanych z nimi zjawisk. Do swojej drużyny Coulson zwerbował: Melindę May, Granta Warda, Leo Fitza i Jemmę Simmons. Ich pierwszym zadaniem jest sprawa Mike’a Petersona, który został poddany działaniu serum zawierającym Extremis w ramach Projektu Stonoga. Hakerka, Skye, która widziała Petersona w akcji ostrzega go przed T.A.R.C.Z.Ą. i proponuje mu pomoc. Jednak on odmawia. Drużyna po oględzinach miejsca pożaru, z którego Peterson uratował kobietę, dowiaduje się, że pożar został spowodowany przez inną osobę, która wybuchła z powodu Extremis. Skye zostaje porwana przez Petersona i zmusza ją do wymazania wszystkich jego danych osobowych. Drużynie Coulsona udaje się ich wyśledzić. Peterson zostaje zatrzymany przez T.A.R.C.Z.Ę., a Skye dostaje propozycję przyłączenia się do zespołu.         |    |                                                           |                 |                                             |                      |                                |
| 2 | 2  | Obiekt 0-8-4 0-8-4                                        | David Straiton  | Maurissa Tancharoen Jed Whedon Jeffrey Bell | 1 października 2013  | 28 stycznia 2014               |
| Skye przyłączyła się do drużyny Coulsona jako konsultant. Kolejnym ich zadaniem jest śledzenie obiektu niewiadomego pochodzenia 0-8-4 w Peru. Zespół uświadamia sobie, że obiekt ten jest zapomnianą technologią HYDRY napędzanej za pomocą Tesseractu. Phil Coulson spotyka dawną znajomą, Camillę Reyes, oficer wojska peruwiańskiego, którą zaprasza na pokład samolotu wraz z jej oddziałem. Reyes zdradza Coulsona, aby zabrać broń dla swojego rządu, aby móc pokonać peruwiańskich rebeliantów. Drużynie udaje się obezwładnić ludzi Reyes, a ona sama zostaje umieszczona w areszcie T.A.R.C.Z.Y.. Skye kontaktuje się z jednym z hakerów grupy Rising Tide, potwierdzając, że jest nadal lojalna wobec grupy. Dyrektor Nick Fury wyraża niezadowolenie z powodu zniszczeń jakie wystąpiły w samolocie drużyny i ostrzega Coulsona przed Skye. |    |                                                           |                 |                                             |                      |                                |
| 3 | 3  | Cenny nabytek The Asset                                   | Milan Cheylov   | Jed Whedon Maurissa Tancharoen              | 8 października 2013  | 4 lutego 2014                  |
| T.A.R.C.Z.A. poszukuje jednego ze swoich naukowców, doktora Frankina Halla, który został porwany przez Iana Quinna, prezesa Quinn Worldwide. Quinn chce wykorzystać umiejętności Halla, aby przejąć kontrolę nad grawitacją planety, budując gigantyczny generator o nazwie „gravitonium”. Quinn zostaje namierzony na Malcie. Skye proponuje swój udział w misji, aby Coulson i Ward mogli uwolnić Halla. Skye oszukuje Halla, tak aby myślał, że zdradza ona T.A.R.C.Z.Ę. dla Rising Tide. Coulson odkrywa, że Hall przygotował własny plan ucieczki wraz ze zniszczeniem generatora. Coulson ostrzega doktora, że niszcząc generator, zabije miliony. Coulson wysyła Halla do wyłączenia urządzenia, doktor zostaje pochłonięty przez „gravitonium”, które zostaje objęte ochroną T.A.R.C.Z.Y.. Nikt nie zauważa, że Franklin nadal w nim żyje. |    |                                                           |                 |                                             |                      |                                |
| 4 | 4  | Oko szpiega Eye Spy                                       | Roxann Dawson   | Jeffrey Bell                                | 15 października 2013 | 11 lutego 2014                 |
| Coulson i jego zespół badają sprawę kradzieży diamentów przez byłą agentkę Akelę Amador, która jest szantażowana przez nieznanego operatora, wydającego jej polecenia przy użyciu wybuchowego, cybernetycznego oka. Coulson zabiera Amador do samolotu, a Fitz i Simmons konstruują okulary, które przejmą obraz widziany przez Akelę. Dzięki nim Ward udaje się zamiast niej na misję zleconą przez nieznanego operatora. W tym czasie zespół usuwa cybernetyczne oko z Amador. Ward kończy misję odkrywając tajemnicze malunki. Drużynie udaje się namierzyć operatora, jednak ten ginie od tego samego urządzenia, które miała Akela. Amador zostaje aresztowana przez T.A.R.C.Z.Ę., Coulson obiecuje jej, że będzie zeznawał na jej korzyść. |    |                                                           |                 |                                             |                      |                                |
| 5 | 5  | Dziewczyna w kwiecistej sukience Girl in the Flower Dress | Jesse Bochco    | Brent Fletcher                              | 22 października 2013 | 18 lutego 2014                 |
| Zespół stara się odnaleźć chińskiego performera ulicznego, Chana Ho Yina, posiadającego zdolności pyrokinetyczne. Raina, która został porwana przez Projekt Stonoga, werbuje Yina. Zostaje mu wstrzyknięty Extremis, który zwiększa jego zdolności. Skye potajemnie spotyka się z hakerem, który może pomóc w zlokalizowaniu Chana. May nie ufa Skye i postanawia śledzić ją. Odnajduje i aresztuje Skye z hakerem. Drużyna atakuje bazę Projektu Stonoga i próbuje uwolnić Chana. Jednak ten odmawia, a May aktywuje w nim niestabilne Extremis które go zabija. Coulson przesłuchuje Skye i dowiaduje się, że przystąpiła do jego drużyny i do Rising Tide po to, aby odnaleźć rodziców. Phil obiecuje jej pomoc, ale również montuje jej urządzenie, które blokuje ją przed dostępem do komputerów. Raina odwiedza Edisona Po, członka Projekt Stonoga, w więzieniu i prosi go o poinformowanie Jasnowidza o wynikach eksperymentu.                                                  |    |                                                           |                 |                                             |                      |                                |
| 6 | 6  | Nieznany wirus F.Z.Z.T.                                   | Vincent Misiano | Paul Zbyszewski                             | 5 listopada 2013     | 25 lutego 2014                 |
| Drużyna bada serię zgonów związanych z lewitacją i anomaliami elektrostatycznymi. Początkowo zespół myśli, że związane są one z jakąś nową bronią to okazuje się, że jest to obcy wirus pochodzący z hełmu Chitauri znalezionego po Bitwie w Nowym Jorku. Kiedy Simmons zostaje zainfekowana przez wirusa, razem z Fitzem pracują nad lekiem. Coulson ignoruje rozkaz od agenta Felixa Blake’a, aby poświęcił Simmons dla ratowania reszty zespołu. Simmons, nie wierząc w udaną próbę leku, wyskakuje z samolotu, jednak Ward wyskakuje za nią ze spadochronem i ratuje ją. Coulson dostarcza kask do Blake’a. Ten informuje Phila o konsekwencjach związanych z nieposłuszeństwem. |    |                                                           |                 |                                             |                      |                                |
| 7 | 7  | Centrala The Hub                                          | Bobby Roth      | Rafe Judkins Lauren LeFranc                 | 12 listopada 2013    | 4 marca 2014                   |
| W Centrali T.A.R.C.Z.Y., agentka Victora Hand zleca Wardowi i Fitzowi misję w Osetii Południowej, gdzie muszą wyłączyć urządzenie o nazwie Overkill Device, który zwraca broń wroga przeciwko ich użytkownikom. Skye i Simmons próbują zdobyć więcej informacji na temat misji zaklasyfikowanej jako poziom 8. Simmons usypia agenta Jaspera Sitwella, aby uzyskać dostęp do plików poziomu 8. Jemma i Skye dowiadują się, że Grand i Fitz nie będą mieli drużyny wspierającej. Coulson postanawia wysłać resztę zespołu na pomoc Wardowi i Fitzowi, którzy zrealizowali swoją misję. W Centrali Coulson dowiaduje się, że to agent T.A.R.C.Z.Y. umieścił Skye w sierocińcu. Coulson nie może dostać się do plików, w których są informacje na temat jego powrotu do zdrowia na Tahiti, mimo iż posiada dostęp do informacji poziomu 8. |    |                                                           |                 |                                             |                      |                                |
| 8 | 8  | Studnia The Well                                          | Jonathan Frakes | Monica Owusu-Breen                          | 19 listopada 2013    | 11 marca 2014                  |
| Zespół bada sprawę grupy pogan, która próbuje odnaleźć trzy części broni asgardiańskiego wojownika, która daje ludziom niesamowitą siłę i powoduje agresję. Grupa ta odnalazła już pierwszą część broni. Drużyna jest wspierana przez doktora Elliota Randolpha. Kiedy udaje im się odnaleźć drugi kawałek, Ward dotyka go i doznaje traumatycznego wspomnienia z dzieciństwa z udziałem jego starszego brata. Staje się agresywny, a jego siła wzrasta. Zespół uświadamia sobie, że Randolph jest tym asgardiańczykiem, który ukrył swoją broń i od wieków mieszka na Ziemi. Doktor podaje im lokalizację trzeciej części. Odnajdują ją i kompletując broń, Ward i May pokonują grupę pogan. W hotelu, Coulson ma koszmar związany z pobytem na Tahiti. |    |                                                           |                 |                                             |                      |                                |
| 9 | 9  | Naprawy Repairs                                           | Billy Gierhart  | Maurissa Tancharoen Jed Whedon              | 26 listopada 2013    | 18 marca 2014                  |
| Tajemnicza siła zagraża zespołowi Coulsona, kiedy ratują inspektora Hannah Hutchis. Obwiniany jest on o wybuch, w którym zginęło czterech techników. Po awaryjnym lądowaniu, zespół odkrywa, że tajemniczą siłą jest jeden z techników, Tobias Ford, który został uwięziony między Ziemią i „Piekłem” po eksplozji. Celem Tobiasa jest chronienia Hannah przed niebezpieczeństwem, przez co nieświadomie spowodował wybuch. May pokonuje go i przekonuje go, aby odszedł. Coulson rozmawia z May na temat jej bolesnej przeszłości. |    |                                                           |                 |                                             |                      |                                |
| 10 | 10 | Most The Bridge                                           | Holly Dale      | Shalisha Francis                            | 10 grudnia 2013      | 25 marca 2014                  |
| Edison Po ucieka z więzienia przy wsparciu super żołnierzy Projektu Stonoga. Coulson rekrutuje Petersona do swojego zespołu. Zespół namierza jednego z super żołnierzy i wyrusza, aby go obezwładnić. Na miejscu okazuje się, że nie jest on sam i że posiadają oni ten sam implant oka co Akela Amador. Kiedy Peterson kontaktuje się z synem, okazuje się, że został porwany przez Projekt Stonoga, którzy chcą wymiany – on za syna. Kiedy Coulson jedzie z Petersonem na miejsce wymiany okazuje się, że Stonoga chce jego, a nie Petersona. Po próbie odbicia Coulsona, zespół przekonany jest, że Peterson zginął w wybuch. Raina informuje Coulsona, że chcą wiedzieć jak zmartwychwstał. |    |                                                           |                 |                                             |                      |                                |
| 11 | 11 | Magiczne miejsce The Magical Place                        | Kevin Hooks     | Paul Zbyszewski Brent Fletcher              | 7 stycznia 2014      | 1 kwietnia 2014                |
| Victoria Hand prowadzi działania mające na celu odbicie Coulsona, w tym czasie Stonoga torturuje go, aby wyjawił tajemnicę swojego zmartwychwstania. Hand uważa, że nie można ufać Skye i nakazuje jej opuszczenie samolotu. Skye rozpoczyna własne śledztwo, które prowadzi zespół do miejsca przetrzymywania Coulsona. Jasnowidz zabija Po, a Raina przejmuje przesłuchanie Coulsona, wykorzystując urządzenie skanujące, które ma pobudzić pamięć Coulsona o wydarzeniach po jego śmierci. Kiedy drużyna uwalnia go, spotyka się, z doktorem Streitenem, który informuje go, że nie żył kilka dni i został przywrócony do życia na rozkaz dyrektora Fury’ego. Doktor informuje Coulsona, że po tym stracił on chęć do życia, dlatego też manipulowano w jego wspomnieniach, tak aby mógł powrócić do pracy. Później zostaje ujawnione, że Peterson żyje, jest ciężko poparzony, stracił połowę prawej nogi i ma wszczepione cybernetyczne oko.                                       |    |                                                           |                 |                                             |                      |                                |
| 12 | 12 | Nasiona Seeds                                             | Kenneth Fink    | Monica Owusu-Breen Jed Whedon               | 14 stycznia 2014     | 8 kwietnia 2014                |
| Zespół bada sprawę w Akademii T.A.R.C.Z.Y., gdzie został zaatakowany kadet Seth, maszyną, która powoduje zamarznięcie. Agenci ratują Donnie’ego Gilla, kiedy kolejna maszyna próbuje go zamrozić. podczas gdy reszta drużyny przesłuchuje kadetów, Fitz zaprzyjaźnia się z Gillem. Widzi w nim dużo z siebie i pomaga mu rozwiązać problem nowego źródła energii. W tym czasie Coulson udał się do Meksyku, aby odnaleźć byłego agenta Richarda Lumleya, który opowiada mu o misji sprzed dwudziestu czterech lat, która dotyczyła Skye. Zespół dowiaduje się, że uczniowie budują większe maszyny do lodu dla Quinna. Seth i Donnie demonstrują działanie urządzenia Quinnowi, tworząc ogromne gradobicie. Kiedy zespół zatrzymuje ich, Seth ginie zabity przez burzę, a Donnie zyskuje zdolności kriokinetyczne. Coulson dzwoni do Quinna, który okazuje się, ma powiązania z Jasnowidzem.                                                                                            |    |                                                           |                 |                                             |                      |                                |
| 13 | 13 | Tory T.R.A.C.K.S.                                         | Paul Edwards    | Lauren LeFranc Rafe Judkins                 | 4 lutego 2014        | 15 kwietnia 2014               |
| Drużyna ściga Jasnowidza we Włoszech, w pociągu, w którym Cybertek Inc. przewozi przesyłkę dla Quinna. Kiedy grupa jest w niebezpieczeństwie, Ward i Coulson opuszczają pociąg. Kiedy wracają do pociągu, okazuje się, że Fitz i Skye są już przy rezydencji Quinna. Skye odnajduje w posiadłości Petersona, który znajduje się w komorze hiperbarycznej, a w przesyłce znajduje się technicznie zaawansowana proteza, która pasuje na amputowaną nogę Mike’a z napisem Projekt Deathlok. Peterson zabija strażników Cyberteku na rozkaz Jasnowidza, który ponownie przetrzymuje jego syna, Ace’a. Quinn strzela dwukrotnie w brzuch Skye i pozostawia ją na śmierć. Drużyna przybywa na miejsce i odnajduje Skye. Simmons może tylko podtrzymać jej życie przez umieszczenie jej w komorze hiperbarycznej. |    |                                                           |                 |                                             |                      |                                |
| 14 | 14 | T.A.H.I.T.I.                                              | Bobby Roth      | Jeffrey Bell                                | 4 marca 2014         | 22 kwietnia 2014               |
| Skye zostaje przewieziona do placówki medycznej, gdzie lekarze są w stanie tylko ją ustabilizować. Agenci Garrett i Triplett przybywają, aby zabrać Quinna na przesłuchanie. Coulson nie wyraża zgody, więc decydują się przesłuchać go w samolocie. Dowiadują się, że Jasnowidz kazał Quinnowi postrzelić Skye, aby móc dowiedzieć się więcej na temat zmartwychwstania Coulsona. Fitz i Simmons po analizie plików dostarczonych przez Coulsona dowiadują się, że przebywał on w miejscu o nazwie Guest House. Coulson, Garrett, Ward i Fitz udają się tam, w poszukiwaniu odpowiedzi. Fitz odnajduje lek, a Coulson odnajduje pokój o nazwie Tahiti, gdzie znajduje się źródło leku – ciało niebieskiej istoty humanoidalnej. Wszyscy opuszczają bazę, która miała eksplodować. Coulson uniemożliwia Fitzowi podanie leku Skye, po tym co zobaczył w pokoju Tahiti. Jednak Fitz podaje jej lek w ostatnim momencie, ratując Skye.                                                    |    |                                                           |                 |                                             |                      |                                |
| 15 | 15 | Przytakiwacze Yes Men                                     | John Terlesky   | Shalisha Francis                            | 11 marca 2014        | 29 kwietnia 2014               |
| Asgardka Lorelei zniewala gang motocyklistów i rozpoczyna tworzyć armię. Drużyna zostaje wezwana do zbadania odczytu energii z Bifrostu i spotyka Sif, która wyruszyła na poszukiwania Lorelei. Wyjaśnia, że uciekła ona z więzienia podczas ataku Mroczny Elfów na Asgard i przybyła zneutralizować jej moc kontrolowania umysłów mężczyzn. Aby to zrobić trzeba założyć Lorelei specjalny kołnierz, który uniemożliwia jej mówienie. Drużyna wraz Sif walczą z Lorelei i jej armią. Jednak ta omamia Warda i przejmuje samolot. Sif walczy z Lorelei, a May z Wardem. Kiedy Sif zakłada kołnierz Lorelei, Grant zostaje uwolniony z jej uroku. Sif zabiera Lorelei do Asgardu. Coulson informuje Skye o źródle leku i o swoich obawach. Pomimo to, Skye jest dobrych myśli. Prosi ją, aby nie mówiła nikomu o tym, dopóki Fury nie powie im prawdy. Okazuje się, że May podsłuchuje ich rozmowę i składa komuś raport.                                                                |    |                                                           |                 |                                             |                      |                                |
| 16 | 16 | Koniec początku End of the Beginning                      | Bobby Roth      | Paul Zbyszewski                             | 1 kwietnia 2014      | 6 maja 2014                    |
| Garrett, Triplett, Hand, Sitwell i Blake przyłączają się do drużyny Coulsona, aby złapać Jasnowidza. May i Blake w trakcie poszukiwań Thomasa Nasha, spotykają Petersona. Dzięki zamontowaniu na nim urządzenia namierzającego odnajdują jego kolejną lokalizację. Triplett i Simmons pozostali z Hand w Centrali. Zespół odnajduje Nasha, człowiek jest sparaliżowany i komunikuje się za pośrednictwem komputera. Nash przyznaje się do bycia Jasnowidzem i informuje, że Projekt Stonoga zabije Skye. Wtedy Ward go zabija. Jednak Coulson i Skye szybko zdają sobie sprawę, że Nash nie był Jasnowidzem, że jest nim wysokiej rangi agent T.A.R.C.Z.Y.. Coulson oskarża Warda o współpracę z Jasnowidzem i zastrzelenie Nasha. Fitz odkrywa sekretną linię telefoniczną May w samolocie. Kiedy Coulson i Skye docierają do samolotu w hangarze Centrali, sterowanie maszyny zostaje przejęte przez Centralę w celu zabicia wszystkich na pokładzie.                                 |    |                                                           |                 |                                             |                      |                                |
| 17 | 17 | Zwrot Turn, Turn, Turn                                    | Vincent Misiano | Jed Whedon Maurissa Tancharoen              | 8 kwietnia 2014      | 13 maja 2014                   |
| Garrett zostaje zaatakowany przez T.A.R.C.Z.Ę. i powraca do samolotu Coulsona. W Cetrali Simmons i Triplett pracują potajemnie nad próbkami krwi Skye. Coulson zamyka May z Wardem w pokoju przesłuchań wierząc, że to ona jest zdrajczynią. Skye odkrywa kod na sygnale organizacji i odkrywa, że była ona infiltrowana przez HYDRĘ. Kiedy drużyna powraca do Centrali dzieli się na grupy, aby schwytać Victorię Hand. Hand udowadnia, że nie należy do HYDRY, jednak twierdzi, że Coulson do niej należy i rekrutuje Simmons i Tripletta, aby go zatrzymać. Garrett przez przypadek ujawnia informacje, które zdradzają, że to on jest Jasnowidzem. May i Coulson zatrzymują go. Ward razem z Hand odwozi Garretta do aresztu, jednak po drodze odkrywa swoją wierność do HYDRY, zabija Hand i uwalnia Garretta. |    |                                                           |                 |                                             |                      |                                |
| 18 | 18 | Boża opatrzność Providence                                | Milan Cheylov   | Brent Fletcher                              | 15 kwietnia 2014     | 20 maja 2014                   |
| Ward uwalnia Rainę i przedstawia jej Garretta jako Jasnowidza. Mimo że jest rozczarowana, że nie jest prawdziwym jasnowidzem, zgadza się spróbować odtworzyć lek podany Coulsonowi i Skye. Pułkownik Glenn Talbot wkracza z wojskiem do Centrali. Coulson wraz z drużyną i agentem Triplettem uciekają z bazy. Phil zleca Skye wymazanie danych osobowych całej drużyny, łącznie z Wardem. Coulson otrzymuje wiadomość ze współrzędnymi w puszczy kanadyjskiej. Okazuje się, że znajduje się tam tajemna baza „Opatrzność” prowadzona przez agenta Erica Koeniga. Coulson dowiaduje się od Koeniga, że Fury żyje, a od May, że to nie Fury nadzorował projekt TAHITI. Ward i Garrett uwalniają więźniów T.A.R.C.Z.Y. oraz wykradają niebezpieczne bronie. Raina informuje Garretta, że dane dotyczące badań Simmons są zaszyfrowane i tylko Skye może się do nich dostać. Garrett wysyła Warda do „Opatrzności”.                                                                        |    |                                                           |                 |                                             |                      |                                |
| 19 | 19 | Jedyne światło w ciemności The Only Light in the Darkness | Vincent Misiano | Monica Owusu-Breen                          | 22 kwietnia 2014     | 27 maja 2014                   |
| Koenig poddaje zespół Coulsona rygorystycznemu testowi wykrywania kłamstw, przez co Ward ledwo utrzymuje swoją prawdziwą tożsamość. Coulson razem z Fitzem, Simmons i Triplettem wyrusza, aby zatrzymać Marcusa Danielsa, byłego więźnia T.A.R.C.Z.Y., który posiada nadludzką moc i ma obsesję na punkcie wiolonczelistki Audrey Nathan, byłej ukochanej Coulsona. Po uratowaniu Audrey, zwabiają Danielsa i powodują przeciążenie energii co powoduje u niego eksplozję. W tym czasie May opuszcza zespół ze względu, że Coulson jej nie ufa. Skye i Koenig włamują się do NSA, aby zobaczyć atak HYDRY na więzienie. Ward zabija Koeniga, aby udaremnić odkrycie. Skye odnajduje ciało Koeniga i zdaje sobie sprawę, że Ward jest z HYDRY. Aby Ward nic nie podejrzewał kradną razem samolot przed powrotem Coulsona z resztą drużyny. May zostaje odebrana przez matkę w Ontario w Kanadzie i pomaga jej szukać Marię Hill.                                                         |    |                                                           |                 |                                             |                      |                                |
| 20 | 20 | Nic osobistego Nothing Personal                           | Billy Gierhart  | Paul Zbyszewski DJ Doyle                    | 29 kwietnia 2014     | 3 czerwca 2014                 |
| Fitz odnajduje wiadomość od Skye, o tym, że Ward należy do HYDRY. Hill i wojsko pod dowództwem Talbota wkraczają do „Opatrzności”. Hill próbuje przekonać Coulsona do poddania się, jednak kiedy dowiaduje się o zdradzie Warda postanawia wspomóc zespół przy schwytaniu go. Skye prowadzi Warda do knajpy, gdzie poznała Petersona i próbuje dać znaki policji. Ujawnia, że zna jego tajemnicę, a kiedy ten walczy z policją, ucieka. Zostaje złapana przez Deathloka. Kiedy Ward dociera do samolotu zastaje Hill i Tripletta. Coulsonowi udało się dostać niezauważonym na pokład, uwolnić Skye i uciec. Zespół ukrywa się w hotelu, a Skye ujawnia, że zastawiła pułapkę na dysku twardym samolotu. Hill opuszcza zespół, a May pokazuje Coulsonowi dysk z danymi, umieszczony w jego fałszywym grobie. Dysk zawiera plik wideo, gdzie okazuje się, że Coulson był szefem projektu TAHITI i informuje, że projekt powinien być zamknięty z powodu strasznych skutków ubocznych.    |    |                                                           |                 |                                             |                      |                                |
| 21 | 21 | Zbieranina Ragtag                                         | Roxann Dawson   | Jeffrey Bell                                | 6 maja 2014          | 10 czerwca 2014                |
| W retrospekcji pokazany zostaje młody Ward, poznający Garretta i przyjmujący ofertę przystąpienia do jego organizacji. Przez kilka lat Garrett szkoli Warda i na końcu opowiada mu o HYDRZE. Coulson i jego drużyna dowiadują się, że Cybertek jest powiązany z Projektem Stonoga i HYDRĄ, oraz że Garrett pierwszy był poddany projektowi Deathlok i aby przeżyć potrzebny mu jest ten sam lek, co użyty był na Coulsonie i Skye. Zespół dociera do Kuby, gdzie znajduje się niedawno opuszczona baza HYDRY. Fitz i Simmons odnajdują samolot i zostają porwani na jego pokład przez Warda. Fitz wyłącza implanty Garretta. Umierający Garrett rozkazuje Wardowi zabić Fitza i Simmons. Leo i Jemma zamykają się ambulatorium, które do Ward wyrzuca razem z nimi do oceanu. Raina wstrzykuje zsyntetyzowany lek Garrettowi. Quinn próbuje sprzedać projekt Deathlok armii i oprowadza ich po siedzibie Cyberteku.                                                                     |    |                                                           |                 |                                             |                      |                                |
| 22 | 22 | Początek końca Beginning of the End                       | David Straiton  | Maurissa Tancharoen Jed Whedon              | 13 maja 2014         | 17 czerwca 2014                |
| Quinn rozpoczyna swoją prezentację amerykańskim urzędnikom wojskowym, nagle Garrett przerywa ją i zabija jednego z nich. Coulson ze swoją drużyną atakują siedzibę Cyberteku, Skye uwalnia syna Petersona, Ace’a, May pokonuje Warda, a Coulson konfrontuje się z Garrettem. Fury ratuje Fitza i Simmons. Leo ledwo uszedł z życiem i dołącza do Coulsona. Garrett zostaje pokonany przez Petersona, kiedy ten dowiaduje się, że jego syn jest uwolniony. Deathlok decyduje się jednak, że się z nim nie spotka i odchodzi, chcąc naprawić swoje winy. Fury wyraża swój szacunek dla Coulsona, którego postrzega jako jednego z Avengers i mianuje go nowym dyrektorem T.A.R.C.Z.Y., zlecając mu zadanie odbudowy organizacji. Fury prowadzi zespół do tajnej bazy prowadzonej przez agenta Billy’ego Koeniga. Raina dostarcza fotografię Skye do tajemniczego mężczyzny, informując go, że odnalazła jego córkę. Coulson budzi się w nocy i zaczyna rysować dziwne symbole na ścianie. |    |                                                           |                 |                                             |                      |                                |

## Produkcja

### Rozwój projektu
W sierpniu 2012 roku ogłoszono, że reżyser filmu Avengers, Joss Whedon będzie pracował przy nadchodzącym projektem dla ABC i osadzonym w Filmowym Uniwersum Marvela. Kilka tygodni później stacja zamówiła pilot do serialu pod tytułem „S.H.I.E.L.D.”, którego reżyserię powierzono Jossowi Whedonowi, który również odpowiadał za scenariusz razem z Jedem Whedonem i Maurissą Tancharoen. Jed Whedon, Jeffrey Bell i Maurissa Tancharoen zostali showunnerami serialu. W kwietniu 2013 roku, ABC podało informację, że serial będzie nosił tytuł „Marvel’s Agents of S.H.I.E.L.D.”, natomiast w maju tego samego roku został oficjalnie przedstawiony w ramówce stacji na sezon 2013/14. W lipcu 2013 roku ogłoszono, że za scenariusz serialu będą odpowiedzialni Joss Whedon, Jed Whedon, Jeff Bell, Paul Zbyszewski, Monica Owusu-Breen, Brent Fletcher, Lauren LeFranc, Rafe Judkins i Shalisha Francis. 10 października 2013 roku ABC zamówiło pełny sezon składający się z 22 odcinków.
Jedyną wytyczną, jaką dostali twórcy serialu od Marvela, było uwzględnienie wydarzeń z filmu Kapitan Ameryka: Zimowy żołnierz, gdzie T.A.R.C.Z.A. zostaje zniszczona. Jed Whedon stwierdził, że jest to fajna koncepcja na początek pierwszego sezonu lub na koniec trzeciego, jednak pokazanie tego w połowie pierwszego sezonu jest interesujące. Twórcy pracowali nad pokazaniem regularnego dnia w T.A.R.C.Z.Y. oraz panującej hierarchii w organizacji. Założyli oni od początku, że jeden z głównych bohaterów będzie zdrajcą.

### Casting

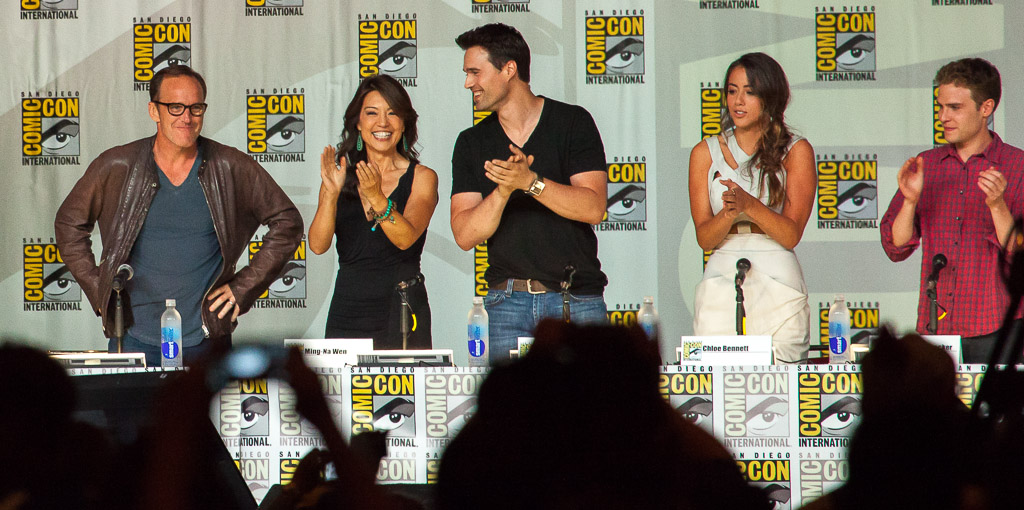
Obsada serialu podczas San Diego Comic-Con International 2013

W październiku 2012 roku ujawniono, że Clark Gregg jako Phil Coulson powróci do roli odgrywanej we wcześniejszych filmach MCU. W tym samym miesiącu Ming-Na Wen została obsadzona w roli Melindy May. W listopadzie 2012 roku poinformowano, że Elizabeth Henstridge, Iain De Caestecker i Brett Dalton wcielą się Jemmę Simmons, Leo Fitza i Granta Warda. W grudniu 2012 roku do obsady dołączyła Chloe Bennet jako Skye.
W kwietniu 2013 roku ujawniono, że J. August Richards wystąpi w serialu w roli Mike’a Petersona. W lipcu tego samego roku do obsady dołączył David Conrad jako Ian Quinn, natomiast we wrześniu Ruth Negga jako Raina. W listopadzie 2013 roku ujawniono, że Saffron Burrows zagra Victorię Hand. W styczniu 2014 Bill Paxton został obsadzony w roli Johna Garretta, natomiast w lutym B.J. Britt jako Antoine Triplett.
W styczniu 2013 roku Cobie Smulders, która wystąpiła jako Maria Hill w filmie Avengers poinformowała, że pojawi się w serialu. W czerwcu 2013 roku Samuel L. Jackson, który gra w filmach MCU postać dyrektora Nicka Fury’ego wyraził zainteresowanie gościnnym występem w serialu, ostatecznie wystąpił on w dwóch odcinkach sezonu. W październiku 2013 roku ujawniono, że Maximiliano Hernández powtórzy rolę Jaspera Sitwella z filmów, a Titus Welliver rolę Felixa Blake’a z Marvel One-Shots. W marcu 2014 roku poinformowano, że Jaimie Alexander wystąpi gościnnie jako Sif.

### Zdjęcia i postprodukcja
Zdjęcia do pierwszego sezonu realizowane był w większości w Los Angeles i Culver City w Kalifornii. Jednak część zdjęć zrealizowano również w Paryżu i w Sztokholmie.
Za zdjęcia odpowiadali Feliks Parnell, Jeffrey Mygatt i David Boyd, za scenografię – Gregory Melton, za kostiumy – Anne Foley (przy pilocie pracowała Betsy Heimann), a za koordynację kaskaderów – Tanner Gill. Efektami specjalnymi zajmował się Mark Kolpack oraz studio FuseFX, a montażem – Debby Germino, David Crabtree, Paul Trejo i Joshua Charson.

### Powiązania z MCU

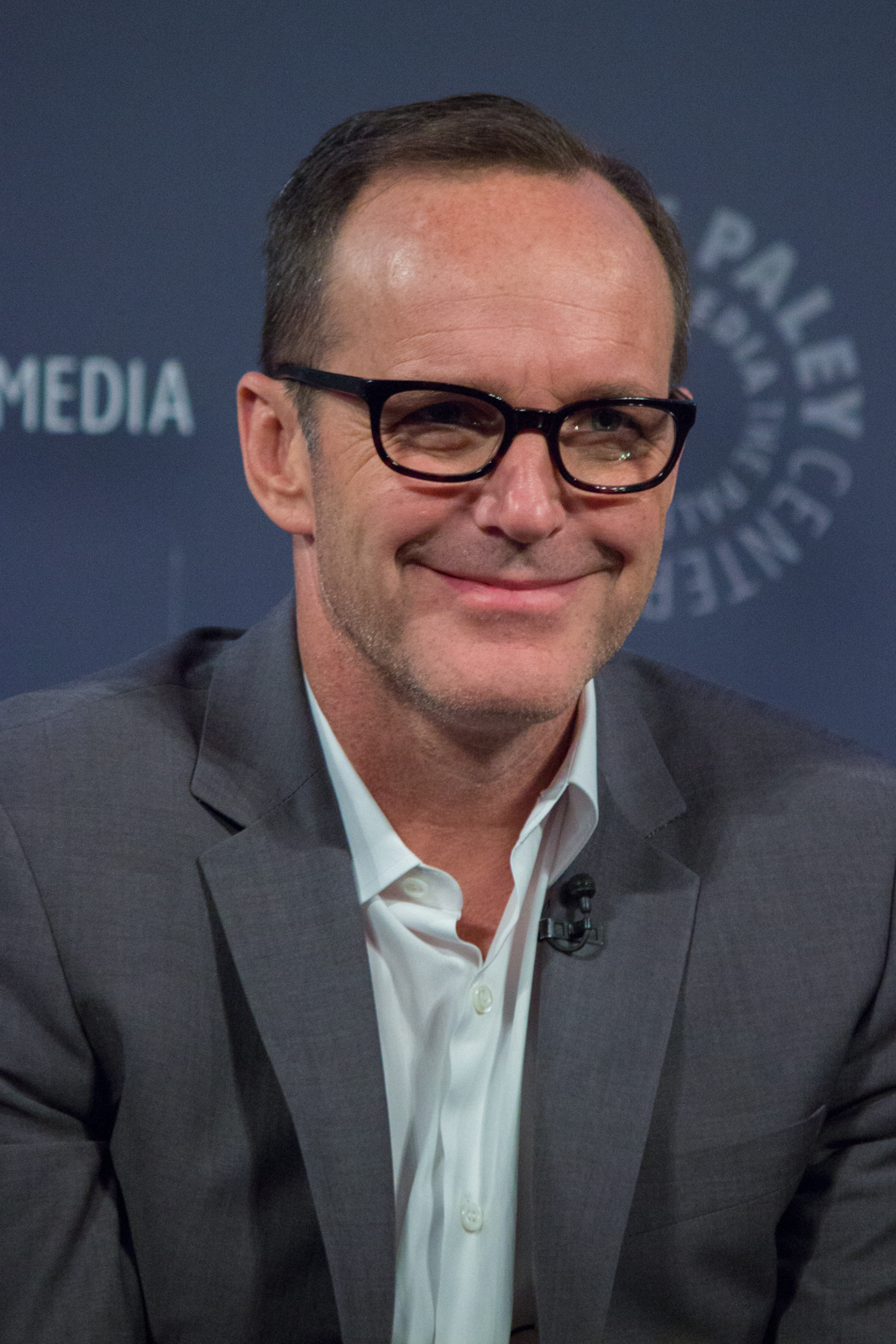
Clark Gregg, który gra Phila Coulsona, zagrał wcześniej tę postać w kilku filmach MCU

Projekt „Stonoga” jest rozwinięciem wątku „Extremis” z filmu Iron Man 3. Wydarzenia w odcinku Studnia mają miejsce zaraz po wydarzeniach w filmie Thor: Mroczny świat. W odcinku T.A.H.I.T.I. został pokazany przedstawiciel rasy Kree, rasy, która odegrała ważną rolę w filmie Strażnicy Galaktyki. Akcja w odcinkach Koniec początku i Zwrot nawiązuje bezpośrednio do filmu Kapitan Ameryka: Zimowy żołnierz. Po ujawnieniu w filmie, że Hydra działa wewnątrz T.A.R.C.Z.Y., przez ostatnie 6 odcinków skoncentrowano się na opowiedzeniu dalszej historii.
Swoje role z filmów powtórzyli Clark Gregg, który wciela się w jedną z głównych postaci serialu, Phila Coulsona; Cobie Smulders jako Maria Hill, która zagrała wcześniej w filmie Avengers (2012) pojawiła się gościnnie w odcinkach Pierwsze Zadanie i Nic osobistego; Samuel L. Jackson jako Nick Fury pojawił się gościnnie w odcinkach: Obiekt 0-8-4 i Początek końca; Jaimie Alexander jako Sif, która wystąpiła wcześniej w filmach Thor (2011) i Thor: Mroczny świat (2013), pojawiła się gościnnie w odcinku Przytakiwacze; Maximiliano Hernández jako Jasper Sitwell pojawił się gościnnie w odcinkach Przytakiwacze, Koniec Początku i Centrala. Aktor wcielił się wcześniej w postać w filmach Thor (2011) Konsultant (2011), Avengers (2012) i Kapitan Ameryka: Zimowy żołnierz (2014). Natomiast Titus Welliver jako Felix Blake pojawił się gościnnie w odcinkach Nieznany wirus i Koniec Początku. Aktor wcielił się w tę postać wcześniej w filmie krótkometrażowym Przedmiot 47.
Archiwalny materiał z udziałem Chrisa Hemswortha jako Thor pojawia się w odcinku Studnia.

## Muzyka
W lipcu 2013 roku, Bear McCreary poinformował, że skomponuje muzykę do serialu. Kompozytor zadecydował, że nie będzie powtarzał motywów muzycznych z filmów w trakcie sezonu. Soundtrack, Marvel’s Agents of S.H.I.E.L.D. (Original Soundtrack Album), zawierający muzykę z pierwszego i drugiego sezonu, został wydany przez Marvel Music cyfrowo 4 września 2015 roku, a na nośniku CD 9 października tego samego roku.

## Promocja

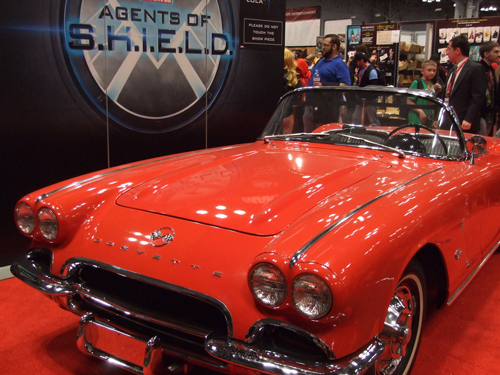
Chevrolet Corvette z 1962 roku „Lola”, samochód agenta Coulsona zaprezentowany podczas New York Comic Con

Trzy odcinki zostały pokazane wcześniej: Pierwsze zadanie podczas San Diego Comic-Con International 19 lipca 2013 roku, Oko szpiega podczas New York Comic Con 12 października 2013 roku oraz Koniec początku podczas panelu Marvel’s PaleyFest 23 marca 2014 roku. Od odcinka T.A.H.I.T.I. serial był promowany z podtytułem Uprising. 18 marca 2014 roku został wyemitowany godzinny dokument Marvel Studios: Assembling a Universe, w którym pokazano promocyjny materiał nadchodzących odcinków.
Dla ostatnich sześciu odcinków Marvel rozpoczął akcję promocyjną o nazwie Marvel’s Agents of S.H.I.E.L.D.: The Art of Level Seven – w każdy czwartek przed premierą nowego odcinka pokazywano grafikę go promującą, która przedstawiała kluczowe wydarzenia w nadchodzącym epizodzie.
Książka / Przewodnik
22 czerwca 2016 roku został wydany Guidebook to the Marvel Cinematic Universe: Marvel’s Agents of S.H.I.E.L.D. Season One, który zawiera fakty dotyczące pierwszego sezonu serialu, porównania do komiksów oraz informacje produkcyjne. Fizycznie przewodnik zostanie wydany 16 stycznia 2018 roku w publikacji zbiorczej Marvel Cinematic Universe Guidebook: It’s All Connected.

## Odbiór

### Oglądalność
| #  | Tytuł                          | Oryginalna emisja    | Widzowie (w milionach) | Widzowie DVR (w milionach) | Widzowie razem (w milionach) |
| -- | ------------------------------ | -------------------- | ---------------------- | -------------------------- | ---------------------------- |
| 1  | Pilot                          | 24 września 2013     | 12,12                  | 4,89                       | 17,01                        |
| 2  | 0-8-4                          | 1 października 2013  | 8,66                   | 4,50                       | 13,16                        |
| 3  | The Asset                      | 8 października 2013  | 7,87                   | 4,15                       | 12,02                        |
| 4  | Eye Spy                        | 15 października 2013 | 7,85                   | 3,75                       | 11,60                        |
| 5  | Girl in the Flower Dress       | 22 października 2013 | 7,39                   | 3,76                       | 11,15                        |
| 6  | F.Z.Z.T.                       | 5 listopada 2013     | 7.15                   | 3,79                       | 10,94                        |
| 7  | The Hub                        | 12 listopada 2013    | 6,67                   | 3,46                       | 10,13                        |
| 8  | The Well                       | 19 listopada 2013    | 6,89                   | 3,42                       | 10,31                        |
| 9  | Repairs                        | 26 listopada 2013    | 9,69                   | 3,06                       | 12,75                        |
| 10 | The Bridge                     | 10 grudnia 2013      | 6,11                   | 3,05                       | 9,16                         |
| 11 | The Magical Place              | 7 stycznia 2014      | 6,63                   | 3,02                       | 9,65                         |
| 12 | Seeds                          | 14 stycznia 2014     | 6,37                   | 3,22                       | 9,59                         |
| 13 | T.R.A.C.K.S.                   | 4 lutego 2014        | 6,62                   | 3,15                       | 9,77                         |
| 14 | T.A.H.I.T.I.                   | 4 marca 2014         | 5,46                   | 3,11                       | 8,57                         |
| 15 | Yes Men                        | 11 marca 2014        | 5,99                   | 3,08                       | 9,07                         |
| 16 | End of the Beginning           | 1 kwietnia 2014      | 5,71                   | 3,16                       | 8,87                         |
| 17 | Turn, Turn, Turn               | 8 kwietnia 2014      | 5,37                   | 3,46                       | 8,83                         |
| 18 | Providence                     | 15 kwietnia 2014     | 5,52                   | BRAK DANYCH                | BRAK DANYCH                  |
| 19 | The Only Light in the Darkness | 22 kwietnia 2014     | 6,04                   | 2,98                       | 9,02                         |
| 20 | Nothing Personal               | 29 kwietnia 2014     | 5,95                   | 2,89                       | 8,84                         |
| 21 | Ragtag                         | 6 maja 2014          | 5,37                   | 2,95                       | 8,32                         |
| 22 | Beginning of the End           | 13 maja 2014         | 5,45                   | 3,13                       | 8,58                         |

W Polsce wyniki oglądalności zostały podane tylko przez TVP1 dla dwóch odcinków. Pierwszy odcinek sezonu, Pierwsze zadanie (ang. Pilot), obejrzało 1,04 miliona widzów (udział w rynku 6,32%), a drugi, Obiekt 0-8-4 (ang. 0-8-4), 0,85 miliona (udział w rynku 5,11%).

### Krytyka w mediach
W serwisie Rotten Tomatoes krytycy przyznali wynik 86% ze średnią ocen 8/10. Na portalu Metacritic pierwszy sezon otrzymał od krytyków 74 punkty na 100.

### Nagrody i nominacje
| Rok  | Ceremonia                                   | Kategoria                                                       | Nominowani          | Rezultat  | Przypis |
| ---- | ------------------------------------------- | --------------------------------------------------------------- | ------------------- | --------- | ------- |
| 2013 | Critics’ Choice Television Awards           | Najbardziej ekscytujący nowy serial                             | Agenci T.A.R.C.Z.Y. | Wygrana   | [ 126 ] |
| 2013 | Television Critics Association Awards       | Najbardziej obiecujący serial debiutujący jesienią              | Agenci T.A.R.C.Z.Y. | Wygrana   | [ 127 ] |
| 2014 | Złota Szpula                                | Najlepszy montaż muzyki w odcinku serialu za odcinek pilotażowy | Agenci T.A.R.C.Z.Y. | Nominacja | [ 128 ] |
| 2014 | People’s Choice Awards                      | Ulubiona aktorka w nowym serialu                                | Ming-Na Wen         | Nominacja | [ 129 ] |
| 2014 | People’s Choice Awards                      | Ulubiony nowy serial dramatyczny                                | Agenci T.A.R.C.Z.Y. | Nominacja | [ 129 ] |
| 2014 | Primetime Emmy Awards                       | Efekty specjalne                                                | T.A.H.I.T.I.        | Nominacja | [ 130 ] |
| 2014 | Nagroda Satelita                            | Najlepszy serial lub miniserial                                 | Agenci T.A.R.C.Z.Y. | Nominacja | [ 131 ] |
| 2014 | Saturn                                      | Najlepszy serial telewizji ogólnokrajowej                       | Agenci T.A.R.C.Z.Y. | Nominacja | [ 132 ] |
| 2014 | Online Film & Television Association Awards | Najlepszy dźwięk w serialu                                      | Agenci T.A.R.C.Z.Y. | Nominacja | [ 133 ] |
| 2014 | Online Film & Television Association Awards | Najlepsze efekty specjalne w serialu                            | Agenci T.A.R.C.Z.Y. | Nominacja | [ 133 ] |
| 2014 | Teen Choice Awards                          | Telewizyjny przełomowy męski występ aktorski                    | Brett Dalton        | Wygrana   | [ 134 ] |
| 2014 | Visual Effects Society Awards               | Efekty specjalne w serialu telewizyjnym                         | Pierwsze zadanie    | Nominacja | [ 135 ] |